# 岩井滝
岩井滝（いわいだき）は、岡山県苫田郡鏡野町上齋原中津河にある滝である。付近は氷ノ山後山那岐山国定公園の区域であり、滝から100 m下流に湧出する清水は岩井と呼ばれ、1985年（昭和60年）名水百選のひとつに選定された。

## 概要
三国山の周辺の中国山地の清流が、鳥取県境から中津河山中に25 km貫入している安山岩の岩盤（地元では「通り岩」と言われている）が岩室を形成し、その上から高さ約10 m・幅6 mの滝となる。滝の裏側からも瀑布を眺めることができるため「裏見の滝」とも呼ばれている。

## 岩井

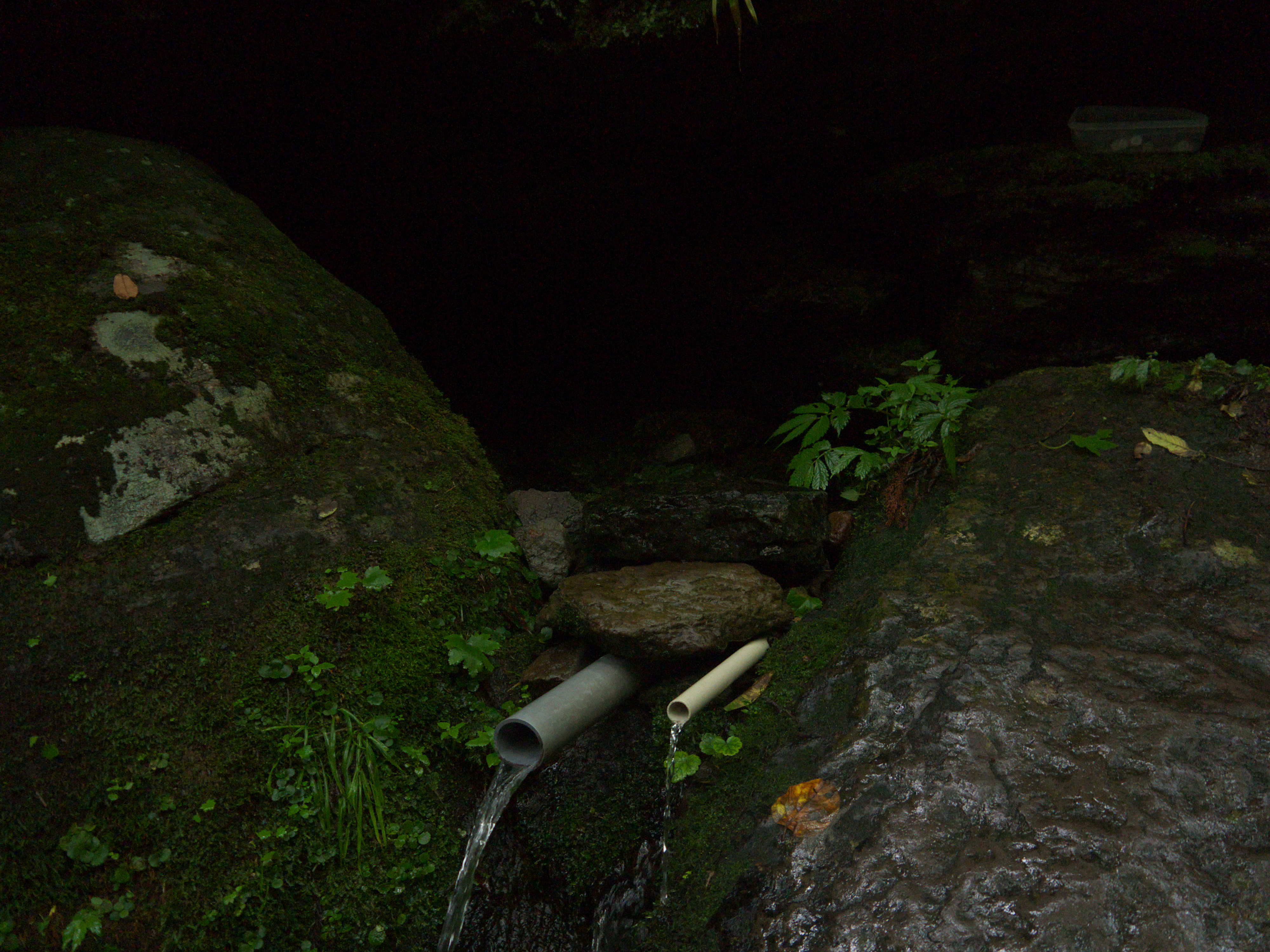
岩井

岩井の滝の100 m下流の岩の間から、水温10℃、水量は170 t/日の軟水が湧出する。

## アクセス
- 国道482号